# Marie-Andrée Donovan
Marie-Andrée Donovan est une écrivain canadienne originaire de Timmins en Ontario. 